# Riodiníneos
Riodiníneos é a maior das três sub-famílias dentro da família de borboletas Riodinidae.
Um determinado número de géneros Riodiníneos são de afiliações incertas. Eles podem pertencer a Helicopini, contudo esta hipótese precisa de mais estudo por parte dos especialistas. Tais géneros incertae sedis são:
- Apodemia
- Argyrogrammana
- Astraeodes
- Callistium
- Calydna
- Comphotis
- Dianesia
- Echenais
- Echydna
- Emese
- Imelda
- Lamphiotes
- Machaya
- Pachythone
- Petrocerus
- Pixus
- Pseudonymphidia
- Pseudotinea
- Roeberella
- Zabuella